# Plasmocyte

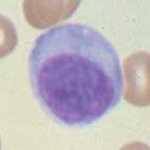
Plasmocyte

Les plasmocytes (parfois appelés à tort cellules plasmatiques - un calque du terme anglais plasma cells) sont des lymphocytes B pleinement différenciés, sécréteurs d'anticorps. Ils sont uniquement présents dans les tissus. On en trouve aussi beaucoup au niveau des muqueuses où ils produisent notamment des IgA dimériques qui deviendront des IgA sécrétoires. 

## Localisation
On ne les trouve ni dans le sang, ni dans la lymphe à l'état normal. 
Dans les organes lymphoïdes périphériques, ils sont notamment présents au niveau des zones B des ganglions lymphoïdes. Ce sont des cellules basophiles, hormis à proximité de leur noyau, région qui est nommée archoplasme. Cette basophilie est due à la présence d'un abondant réticulum endoplasmique, riche en ARN, servant à la production massive d'immunoglobulines ou anticorps.
Le marqueur les caractérisant est une molécule nommée CD138 ou syndecan-1, un récepteur de molécules faisant partie de la matrice extracellulaire.
Les lymphocytes B matures, une fois activés par leur rencontre avec l’antigène, se différencient en plasmocytes responsables de la production des anticorps et en lymphocytes B mémoire.

## Fonctions
Ces cellules produisent des anticorps. Ils sont le stade final de différenciation des lymphocytes B. À ce titre, elles participent à l'immunité à médiation humorale.
À la différence des lymphocytes B, qui présentent leurs anticorps à leur surface (ancrés dans la membrane), les plasmocytes produisent des anticorps circulants. ce sont des cellules incapables de se multiplier (contrairement aux autres stades d'activation des lymphocytes).
L'exposition chronique à des allergènes entraîne l'accumulation de « plasmocytes IgE » à longue durée de vie dans la moelle osseuse, ce qui donne lieu à une mémoire sérologique.
On a récemment montré que les plasmocytes IgE sont transcriptionnellement et fonctionnellement distincts des autres isotypes.

## Archoplasme
L'archoplasme, du grec archos (« chef, guide ») et de plasmos (« chose »), est la partie juxtanucléaire du plasmocyte. Seule région non basophile, il n'est donc pas coloré par les colorants usuels en microscopie optique et il apparaît translucide. En microscopie électronique, on peut y voir l'appareil de Golgi.